# Андре, Ларри (младший)
Ларри Эдвард Андре — младший (англ. Larry Edward André Jr.) — американский дипломат. Посол США в Сомали с 24 января 2022 года по 30 мая 2023 года. Занимал должности посла США в Джибути (2017—2021) и посла США в Мавритании (2014—2017).

## Биография
Окончил колледж Клермонт-Маккенна в 1983 году со степенью бакалавра политических наук и школу глобального менеджмента Thunderbird в Финиксе в 1988 году, где получил степень магистра делового администрирования. До прихода на дипломатическую службу Андре служил волонтёром Корпуса мира в Сенегале (1983–1985 гг.) и работал в Чаде над проектом по переселению беженцев (1988—1990 гг.).

### Карьера
Андре поступил на дипломатическую службу США в 1990 году. Работал в дипломатических миссиях США в Нигерии (1990—1992 гг.), Камеруне (1992—1994 гг.), Бангладеш (1994—1998 гг.) и Ираке (2005).
- 1998—2000 годы — менеджер в посольстве США в Гвинее[1].
- 2000—2004 годы — заместитель главы дипмиссии США во Фритауне, Сьерра-Леоне[1][3].
- 2004—2006 годы — заместитель директора Управления по делам Западной Африки в Бюро по делам Африки Государственного департамента США[3].
- 2006—2008 годы — советник по политическим вопросам в посольстве США в Найроби, Кения[1].
- 2008—2010 годы — заместитель главы дипмиссии США в Танзании[3].
- 2010—2011 годы — заместитель исполнительного директора Бюро по делам Африки[3].
- 2011—2013 годы — директор канцелярии специального посланника по Судану и Южному Судану[2].

30 июля 2014 года был утверждён президентом Бараком Обамой послом США в Исламской Республике Мавритания; на данной должности находился до ноября 2017 года. 
После окончания своего срока в качестве посла в Мавритании Андре был назначен на должность посла США в Джибути (2017—2021 гг.).
С марта по август 2021 года исполнял обязанности посла США в Джубе, Южный Судан.
15 апреля 2021 года президент Джо Байден назначил Андре следующим послом США в Сомали. Комитет Сената по международным отношениям провёл слушания по его выдвижению 9 июня 2021 года, а 18 декабря — утвердил его кандидатуру голосованием. После своего прибытия в Могадишо в конце января 2022 года он вручил копию своих верительных грамот министру иностранных дел Абдисаиду Мусе Али. 7 февраля Андре вручил верительные грамоты президенту Сомали Мохаммеду Абдуллахи Мохаммеду.

### Личная жизнь
Женат, имеет сына Исидора и дочь. Проживает в округе Колдуэлл, Техас. Владеет французским языком.